# Nagroda Astounding dla nowego pisarza

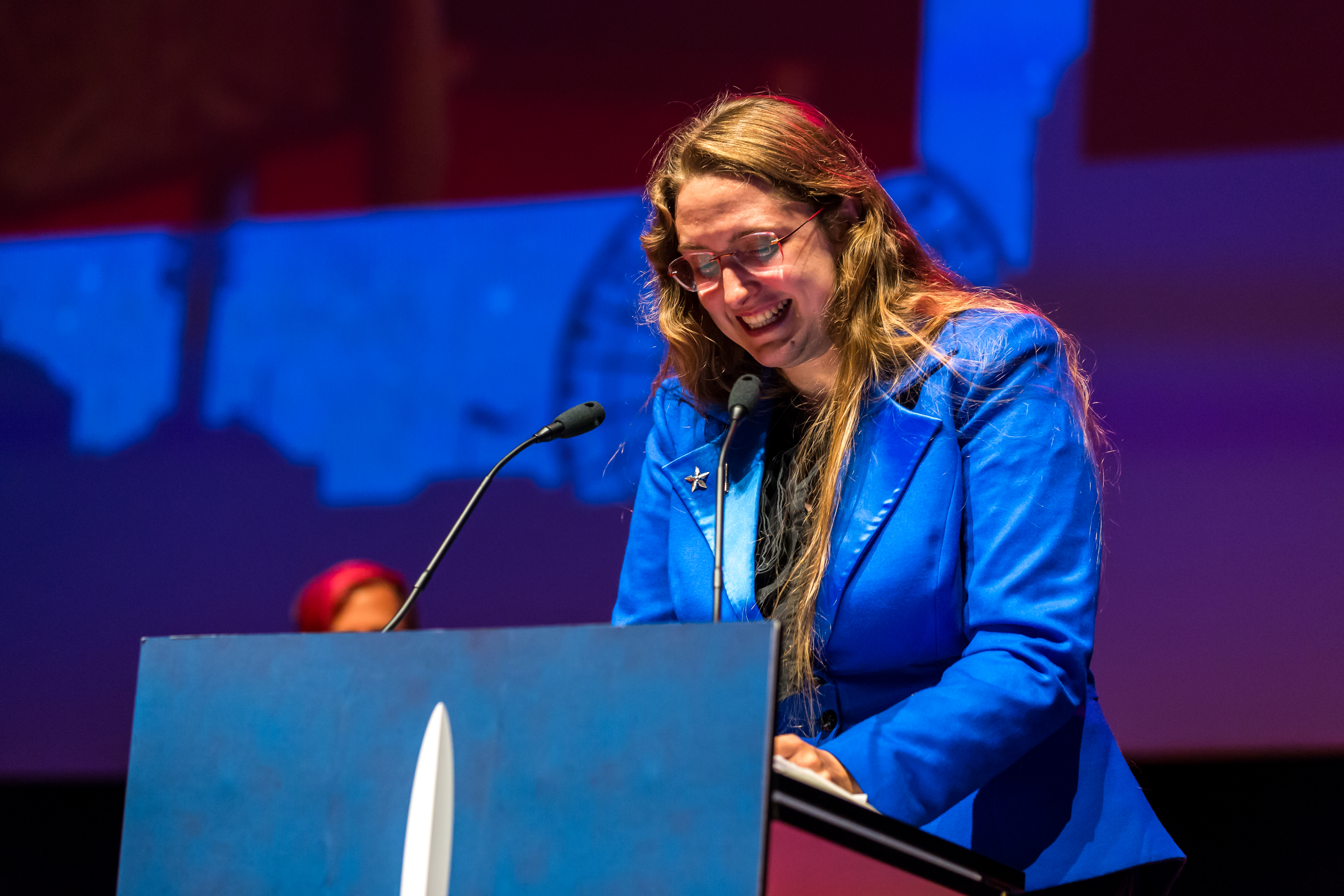
Ada Palmer przyjmuje nagrodę w 2017

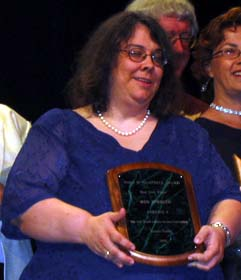
Wen Spencer, laureatka z nagrodą za 2003

Nagroda Astounding dla najlepszego nowego pisarza s-f (ang. The Astounding Award for the Best New Writer in Science Fiction, poprzednio Nagroda im. Johna W. Campbella dla najlepszego nowego pisarza s-f, ang. John W. Campbell Award for Best New Writer in Science Fiction) – wyróżnienie przyznawane corocznie przez World Science Fiction Society. Nagradzani są najlepsi nowi autorzy, których pierwsze utwory science fiction lub fantasy zostały opublikowane w ciągu poprzednich dwóch lat.
Do 2019 r. patronem nagrody był amerykański wydawca i pisarz John W. Campbell, jednakże ze względu na głoszone przez niego rasistowskie poglądy w 2019 zdecydowano się na zmianę patrona - został nim najdłużej ukazujący się magazyn literacki Astounding Stories of Super-Science (dziś Analog Science Fiction and Fact).

## Nagrodzeni
| Rok  | Autor                                   |
| ---- | --------------------------------------- |
| 1973 | Jerry Pournelle                         |
| 1974 | Spider Robinson, Lisa Tuttle (wspólnie) |
| 1975 | P. J. Plauger                           |
| 1976 | Tom Reamy                               |
| 1977 | C.J. Cherryh                            |
| 1978 | Orson Scott Card                        |
| 1979 | Stephen R. Donaldson                    |
| 1980 | Barry B. Longyear                       |
| 1981 | Somtow Sucharitkul                      |
| 1982 | Alexis A. Gilliland                     |
| 1983 | Paul O. Williams                        |
| 1984 | R. A. MacAvoy                           |
| 1985 | Lucius Shepard                          |
| 1986 | Melissa Scott                           |
| 1987 | Karen Joy Fowler                        |
| 1988 | Judith Moffett                          |
| 1989 | Michaela Roessner                       |
| 1990 | Kristine Kathryn Rusch                  |
| 1991 | Julia Ecklar                            |
| 1992 | Ted Chiang                              |
| 1993 | Laura Resnick                           |
| 1994 | Amy Thomson                             |
| 1995 | Jeff Noon                               |
| 1996 | David Feintuch                          |
| 1997 | Michael A. Burstein                     |
| 1998 | Mary Doria Russell                      |
| 1999 | Nalo Hopkinson                          |
| 2000 | Cory Doctorow                           |
| 2001 | Kristine Smith                          |
| 2002 | Jo Walton                               |
| 2003 | Wen Spencer                             |
| 2004 | Jay Lake                                |
| 2005 | Elizabeth Bear                          |
| 2006 | John Scalzi                             |
| 2007 | Naomi Novik                             |
| 2008 | Mary Robinette Kowal                    |
| 2009 | David Anthony Durham                    |
| 2010 | Seanan McGuire                          |
| 2011 | Lev Grossman                            |
| 2012 | E. Lily Yu                              |
| 2013 | Mur Lafferty                            |
| 2014 | Sofia Samatar                           |
| 2015 | Wesley Chu                              |
| 2016 | Andy Weir                               |
| 2017 | Ada Palmer                              |
| 2018 | Rebecca Roanhorse                       |
| 2019 | Jeannette Ng                            |
| 2020 | Rebecca F. Kuang                        |
| 2021 | Emily Tesh                              |
| 2022 | Shelley Parker-Chan                     |
| 2023 | Travis Baldree                          |
| 2024 | Xiran Jay Zhao                          |